# Championnats du monde de cyclisme sur route 1950
Navigation
Copenhague 1949 Varèse 1951
Les championnats du monde de cyclisme sur route 1950 ont eu lieu le 20 août 1950 à Moorslede en Belgique.

## Résultats
| Épreuves :                          | Or                     | Or              | Argent                   | Argent       | Bronze               | Bronze       |
| Professionnels                      |                        |                 |                          |              |                      |              |
| Hommes - course en ligne            | Briek Schotte Belgique | 7 h 49 min 54 s | Theo Middelkamp Pays-Bas | + 1 min 01 s | Ferdi Kübler Suisse  | + 1 min 48 s |
| Amateurs                            |                        |                 |                          |              |                      |              |
| Hommes - amateurs - course en ligne | Jack Hoobin Australie  | -               | Robert Varnajo France    | -            | Alfio Ferrari Italie | -            |

## Tableau des médailles
| Rang  | Nation    | Or | Argent | Bronze | Total |
| ----- | --------- | -- | ------ | ------ | ----- |
| 1     | Australie | 1  | 0      | 0      | 1     |
| 1     | Belgique  | 1  | 0      | 0      | 1     |
| 3     | France    | 0  | 1      | 0      | 1     |
| 3     | Pays-Bas  | 0  | 1      | 0      | 1     |
| 5     | Italie    | 0  | 0      | 1      | 1     |
| 5     | Suisse    | 0  | 0      | 1      | 1     |
| Total | Total     | 2  | 2      | 2      | 6     |